# Яценко Тамара Олександрівна
Тама́ра Олекса́ндрівна Яце́нко  (нар. 19 серпня 1955, с. Горенка, Києво-Святошинський район, Київська область, УРСР, СРСР) — радянська і українська акторка театру та кіно, Народна артистка України (1992).

## Життєпис
Народилась 19 серпня 1955 р. у селі Горенка, Київської області.
Закінчила театральну студію при Українському академічному драматичному театрі ім. Івана Франка (1975, майстерня Поліни Нятко та Петра Сергієнка).
Закінчила Російську академію театрального мистецтва (1990, майстерня Д. Г. Лівнєва).
З 1979 до 2022 року — акторка Київського молодіжного театру (нині Київський національний академічний Молодий театр), прима театру.
З 2003 по 2005 рік — директор і художня керівниця Київського коледжу театру і кіно.
Брала участь в гумористичних телешоу «Шоу довгоносиків», «Мамаду», Весела хата.
Грає в антрепризних виставах.

## Театральні роботи
- Проня Прокопівна — «За двома зайцями» М.Старицький
- Мачуха — «Попелюшка» А.Спадавеккіа
- Беттіна — «Циліндр» Е.де Філіппо
- Ортанс — «Оркестр» Ж.Ануй
- Баба — «Чудна баба» Н.Садур
- Катерина — «Сватання на Гончарівці» Г.Квітка-Основ'яненко
- Мотря — «Шельменко-денщик» Г.Квітка-Основ'яненко
- Анфіса — «Три сестри» А.Чехов
- Вівдя — «Ось так загинув гусак» М.Куліш
- дуенья Маргарита — «Севільські заручини» Р.Шерідан
- Войницька — «Дядя Ваня» А.Чехов
- мадам Александра — «Голубка» Ж.Ануй
- Свиня — «Звичайна історія» М.Ладо
- Бригадирша — «Бригадир» Д.Фонвізін
- Бібліотекарша Таня — «Сім дружин синьої бороди» О. Володін
- Ганна Андріївна — «РЕхуВІлійЗОР» М.Гоголь, М.Куліш

## Фільмографія
- «Трест, що луснув» (1981, Троттер),
- «Мина Мазайло»,
- «Народний Малахій» (1991, матір і бандерша),
- «Київські прохачі»,
- «По-модньому» (1992),
- Іван та кобила  (1992),
- «Сад Гетсиманський» (1993, Клава з НКВС),
- «Пастка» (1994),
- «Judenkreis, або Вічне колесо» (1996, пані Ліберзон),
- «Завтра буде завтра»(телесеріал 2002),
- «Утьосов пісня завдовжки з життя»(телесеріал 2006),
- «Пригоди Вєрки Сердючки(мюзикл 2006),
- «Леся + Рома»(телесеріал 2004, мама Лесі),
- 2011 — «Заграва»

Озвучання мультфільмів
- «Нікчемний я», мати Гру
- «Русалонька», Урсула

## Призи та нагороди
- Премія «Дебют» — театральний фестиваль в м. Суми (1982)
- Театральная премія М.Бойченко (1983)
- Літературно-художня премія ім. М.Старицького (2003) — всі премії за виконання ролі Проні Прокоповни в п'єсі «За двомя зайцями»
- Лауреатка премії «Київська пектораль» (2007) у номінації «Найкраща роль другого плану» — за роль мадам Александри в спектаклі «Голубка»